# Сучков, Александр Тимофеевич
Александр Тимофеевич Сучков (1913 — 01.07.1965) — командир пулемётного расчёта 366-го стрелкового полка 126-й стрелковой дивизии 43-й армии, 3-го Белорусского фронта, старшина. Герой Советского Союза.

## Биография
Родился в 1913 году в деревне Борзуново ныне Ленинского района Тульской области. Член ВКП(б)/КПСС с 1944 года. Окончил начальную школу. Работал на Тульском оружейном заводе.
В октябре 1941 года призван в ряды Красной Армии. В боях Великой Отечественной войны с ноября 1941 года. Воевал на 3-м Белорусском фронте.
Командир пулемётного расчёта 366-го стрелкового полка старшина А. Т. Сучков отличился в уличных боях за город Кёнигсберг (ныне Калининград). 8 апреля 1945 года во время боя за город противники попытались организовать контратаку. Три танка и две самоходки, сопровождаемые сотней автоматчиков, неожиданно появились на Гинденбургштрассе. Но пулемётчик А. Т. Сучков метким огнём отсёк и заставил залечь вражескую пехоту, а противотанковая артиллерия, подбив одну самоходку, принудила отойти другие машины. 9 апреля 1945 года старшина А. Т. Сучков из пулемёта уничтожил несколько огневых точек и значительное число противников. Бойцы батальона отбили все контратаки, захватили богатые трофеи, взяли три тысячи пленных и освободили из неволи две тысячи советских граждан.
Указом Президиума Верховного Совета СССР от 19 апреля 1945 года за образцовое выполнение боевых заданий командования и проявленные при этом мужество и героизм старшине Александру Тимофеевичу Сучкову присвоено звание Героя Советского Союза с вручением ордена Ленина и медали «Золотая Звезда».
В 1946 году А. Т. Сучков демобилизовался. Жил в городе Тверь. Работал кочегаром. Скончался 1 июля 1965 года.
Награждён орденом Ленина, медалями.